# Världsmästerskapen i bob och skeleton
Världsmästerskapen i bob och skeleton eller IBSF-världsmästerskapen (fram till 2015 som FIBT-världsmästerskapen), del av International Bobsleigh and Skeleton Federation, har hållits regelbundet varje år sedan 1930, dock inte det år då grenen var med i OS. Fyrmanna var med från starten 1930, Två-mansbob har varit med sedan 1931. Från 1982 har skeleton haft ett eget mästerskap. Damerna fick vara med för första gången i mästerskapen 2000. En lagtävling i både bob och skeleton infördes 2007

## Arrangörsorter
- 1930: Caux-sur-Montreux, Schweiz (Fyrmanna)
- 1931: Oberhof, Tyskland (tvåmanna); St. Moritz, Schweiz (Fyrmanna)
- 1933: Schreiberhau, Tyskland(tvåmanna)
- 1934: Engelberg, Schweiz (tvåmanna); Garmisch-Partenkirchen, Tyskland (Fyrmanna)
- 1935: Igls, Österrike (tvåmanna); St. Moritz, Schweiz (Fyrmanna)
- 1937: Cortina d'Ampezzo, Italien (tvåmanna); St. Moritz, Schweiz (Fyrmanna)
- 1938: St. Moritz, Schweiz (tvåmanna); Garmisch-Partenkirchen, Tyskland (Fyrmanna)
- 1939: St. Moritz, Schweiz (tvåmanna); Cortina d'Ampezzo, Italien (Fyrmanna)
- 1947: St. Moritz, Schweiz
- 1949: Lake Placid, New York, USA
- 1950: Cortina d'Ampezzo, Italien
- 1951: Alpe d'Huez, Frankrike
- 1953: Garmisch-Partenkirchen, Västtyskland
- 1954: Cortina d'Ampezzo, Italien
- 1955: St. Moritz, Schweiz
- 1957: St. Moritz, Schweiz
- 1958: Garmisch-Partenkirchen, Västtyskland
- 1959: St. Moritz, Schweiz
- 1960: Cortina d'Ampezzo, Italien (Extra mästerskap på grund av att bob inte var med i olympiska vinterspelen 1960.)
- 1961: Lake Placid, USA
- 1962: Garmisch-Partenkirchen, Västtyskland
- 1963: Igls, Österrike
- 1965: St. Moritz, Schweiz
- 1966: Cortina d'Ampezzo, Italien (Bara tvåmanna. Fyrmanna uteslöts efter att Toni Pensperger dog under en tävling.)
- 1967: Alpe d'Huez, Frankrike (Bara tvåmanna. Fyrmanna avbröts på grund av att isen var i dåligt skick.)
- 1969: Lake Placid, USA
- 1970: St. Moritz, Schweiz
- 1971: Cervinia, Italien
- 1973: Lake Placid, USA
- 1974: St. Moritz, Schweiz
- 1975: Cervinia, Italien
- 1977: St. Moritz, Schweiz
- 1978: Lake Placid, USA
- 1979: Königssee, Västtyskland
- 1981: Cortina d'Ampezzo, Italien
- 1982: St. Moritz, Schweiz (Skeleton för herrar inkluderat)
- 1983: Lake Placid, New York
- 1985: Cervinia, Italien
- 1986: Königssee, Västtyskland
- 1987: St. Moritz, Schweiz
- 1989: Cortina d'Ampezzo, Italien (Bob); St. Moritz, Switzerland (Herrarnas skeleton)
- 1990: St. Moritz, Schweiz (Bob); Königssee, Västtyskland(Herrarnas skeleton)
- 1991: Altenberg, Tyskland (Bob); Igls, Austria (Herrarnas skeleton)
- 1992: Calgary, Alberta, Kanada (Herrarnas skeleton)
- 1993: Igls, Österrike (Bob skulle ursprungligen hållas i Cervinia, Italien); La Plagne, Frankrike(Herrarnas skeleton)
- 1994: Altenberg, Tyskland (Men's skeleton)
- 1995: Winterberg, Tyskland (Bobsleigh); Lillehammer, Norge (Herrarnas skeleton)
- 1996: Calgary, Kanada
- 1997: St. Moritz, Schweiz (Bobsleigh); Lake Placid, United States (Herrarnas skeleton)
- 1998: St. Moritz, Schweiz (Men's skeleton)
- 1999: Cortina d'Ampezzo, Italien (Bobsleigh); Altenberg, Tyskland (Herrarnas skeleton)
- 2000: Altenberg, Tyskland (Herrarnas bob); Winterberg, Tyskland (Damernas bob); Igls, Österrike (Skeleton)
- 2001: St. Moritz, Schweiz (Herrarnas bob); Calgary, Kanada (Damernas bob, Skeleton)
- 2003: Lake Placid, USA (Herrarnas bob); Winterberg, Tyskland (Damernas bob); Nagano, Japan (Skeleton)
- 2004: Königssee, Tyskland
- 2005: Calgary, Kanada
- 2007: St. Moritz, Schweiz
- 2008: Altenberg, Tyskland
- 2009: Lake Placid, USA
- 2011: Königssee, Tyskland
- 2012: Lake Placid, USA
- 2013: St. Moritz, Schweiz
- 2015: Winterberg, Tyskland
- 2016: Igls, Österrike
- 2017: Königssee, Tyskland
- 2019: Whistler, Kanada
- 2020: Altenberg, Tyskland
- 2021: Altenberg, Tyskland
- 2023: St. Moritz, Schweiz
- 2024: Winterberg, Tyskland
- 2025: Lake Placid, USA

## Medaljörer

### Bob

#### Fyrmanna, herrar
| Spel                        | Guld                                                                                  | Silver                                                                                | Brons                                                                                 |
| 1930 Caux-sur-Montreux      | Italien Franco Zaninetta Giorgio Biasini Antonio Dorini Gino Rossi                    | Schweiz Jean Mollen John Schneiter André Mollen William Prichard                      | Tyskland Fritz Grau Picker Bertram Albert Brehme                                      |
| 1931 St. Moritz             | Tyskland Werner Zahn Robert Schmidt Franz Bock Emil Hinterfeld                        | Schweiz René Fonjallaz Gustave Fonjallaz N. Buchheim Gaston Fonjallaz                 | Storbritannien Dennis Field P. Coote R. Wallace J. Newcobe                            |
| 1934 Garmisch-Partenkirchen | Tyskland Hanns Killian Fritz Schwarz Hermann von Valta Sebastian Huber                | Rumänien Emil Angelescu Teodor Popescu Dumitru Gheorghiu Ion Gribincea                | Frankrike Jean de Suarez d'Aulan Rheims Bemish Jacques Bridou                         |
| 1935 St. Moritz             | Tyskland Hanns Killian Alexander Gruber Hermann von Valta Sebastian Huber             | Schweiz Pierre Musy Noldi Gartmann Charles Bouvier Josef Beerli                       | Schweiz Reto Capadrutt Fritz Feierabend A. Lardi H. Tami                              |
| 1937 St. Moritz             | Storbritannien Frederick McEvoy David Looker Charles Green Byran Black                | Tyskland Gerhard Fischer Lohfeld H. Fischer Rolf Thielecke                            | USA Donald Fox Tippi Gray Bill Dupree James Bickford                                  |
| 1938 Garmisch-Partenkirchen | Storbritannien Frederick McEvoy David Looker Charles Green Chris MacKintosh           | Tyskland Hanns Killian Werner Windhaus Bobby Braumiller Franz Kemser                  | Tyskland Gerhard Fischer Lohfeld H. Fischer Rolf Thielecke                            |
| 1939 Cortina d'Ampezzo      | Schweiz Fritz Feierabend Heinz Cattani Alphonse Hörning Joseph Beerli                 | Storbritannien Frederick McEvoy Hoard Critchley Charles Green                         | Tyskland Hanns Killian Werner Windhaus Hans Schmidt Franz Kemser                      |
| 1947 St. Moritz             | Schweiz Fritz Feierabend Heinz Cattani Alphonse Hörning Joseph Beerli                 | Belgien Max Houben Claude Houben Albert Lerat Jacques Mouvet                          | Frankrike Achille Fould Henri Evrot Robert Dumont William Hirigoyen                   |
| 1949 Lake Placid            | USA Stanley Benham Patrick Martin William Casey William D'Amico                       | USA James Bickford Henry Sterns Pat Buckley Donald Dupree                             | Schweiz Fritz Feierabend Werner Spring Friedrich Waller Heinrich Angst                |
| 1950 Cortina d'Ampezzo      | USA Stanley Benham Patrick Martin James Atkinson William D'Amico                      | Schweiz Fritz Feierabend Albert Madörin Romi Spada Stephen Waser                      | Schweiz Franz Kapus Franz Stöckli Hans Bolli Heinrich Angst                           |
| 1951 Alpe d'Huez            | Västtyskland Anderl Ostler Xavier Leitl Michael Pössinger Lorenz Niebert              | USA Stanley Benham Patrick Martin James Atkinson Gary Sheffield                       | Schweiz Franz Kapus Franz Stöckli Hans Bolli Heinrich Angst                           |
| 1953 Garmisch-Partenkirchen | USA Lloyd Johnson Piet Biesiadecki Hubert Miller Joseph Smith                         | Västtyskland Anderl Ostler Heinz Wendlinger Hans Hohenester Rudi Erben                | Sverige Kjell Holmström Walter Aronsson Nils Landgren Jan Lapidoth                    |
| 1953 Garmisch-Partenkirchen | USA Lloyd Johnson Piet Biesiadecki Hubert Miller Joseph Smith                         | Västtyskland Anderl Ostler Heinz Wendlinger Hans Hohenester Rudi Erben                | Västtyskland Hans Rösch Michael Pössinger Dix Terne Sylvester Wackerle                |
| 1954 Cortina d'Ampezzo      | Schweiz Fritz Feierabend Harry Warburton Gottfried Diener Heinrich Angst              | Västtyskland Hans Rösch Michael Pössinger Dix Terne Sylvester Wackerle                | Västtyskland Theo Kitt Josef Grün Klaus Koppenberger Lorenz Niebert                   |
| 1955 St. Moritz             | Schweiz Franz Kapus Gottfried Diener Robert Alt Heinrich Angst                        | Schweiz Fritz Feierabend Aby Gartmann Harry Warburton Rolf Gerber                     | Västtyskland Franz Schelle Jakob Nirschl Hans Henn Edmund Koller                      |
| 1957 St. Moritz             | Schweiz Hans Zoller Hans Theler Rolf Küderli Heinz Leu                                | Italien Eugenio Monti Ferdinando Piani Lino Pierdica Renzo Alvera                     | USA Arthur Tyler John Cole Robert Hagemes Thomas Butler                               |
| 1958 Garmisch-Partenkirchen | Västtyskland Hans Rösch Alfred Hammer Theodore Bauer Walter Haller                    | Västtyskland Franz Schelle Eduard Kaltenberger Josef Sterff Otto Göbl                 | Italien Sergio Zardini Massimo Bogana Renato Mocellini Alberto Righini                |
| 1959 St. Moritz             | USA Arthur Tyler Gary Sheffield Parker Voorhis Thomas Butler                          | Italien Sergio Zardini Alberto Righini Ferruccio Dalla Torre Romano Bonagura          | Västtyskland Franz Schelle Eduard Kaltenberger Josef Sterff Otto Göbl                 |
| 1960 Cortina d'Ampezzo      | Italien Eugenio Monti Furio Nordio Sergio Siorpaes Renzo Alvera                       | Västtyskland Hans Rösch Alfred Hammer Theodore Bauer Albert Kandlbinder               | Schweiz Max Angst Hansjörg Hirschbühl Gottfried Kottmann René Kuhl                    |
| 1961 Lake Placid            | Italien Eugenio Monti Sergio Siorpaes Furio Nordio Renzo Alvera                       | USA Stanley Benham Gary Sheffield Jerry Tennant Chuck Pandolph                        | Sverige Gunnar Åhs Gunnar Carpö Erik Wennerberg Börje-Bengt Hedblom                   |
| 1962 Garmisch-Partenkirchen | Västtyskland Franz Schelle Josef Sterff Ludwig Siebert Otto Göbl                      | Italien Sergio Zardini Ferruccio Dalla Torre Enrico de Lorenzo Romano Bonagura        | Österrike Franz Isser Pepi Isser Heini Isser Fritz Isser                              |
| 1963 Igls                   | Italien Sergio Zardini Ferruccio Dalla Torre Renato Mocellini Romano Bonagura         | Italien Angelo Frigerio Mario Pallua Luigi de Bettin Sergio Mocellini                 | Österrike Erwin Thaler Reinhold Dumthaler Josef Nairz Adolf Koxeder                   |
| 1965 St. Moritz             | Kanada Vic Emery Gerald Presley Michael Young Peter Kirby                             | Italien Nevio de Zordo Italo de Lorenzo Pietro Lesana Robert Mocellini                | USA Fred Fortune Richard Knuckles Joe Wilson James Lord                               |
| 1969 Lake Placid            | Västtyskland Wolfgang Zimmerer Peter Utzschneider Walter Steinbauer Stefan Gaisreiter | Italien Gianfranco Gaspari Sergio Pompanin Roberto Zandonella Mario Armano            | USA Les Fenner Robert Huscher Howard Siler Allen Hachigian                            |
| 1970 St. Moritz             | Italien Nevio de Zordo Roberto Zandonella Mario Armano Luciano de Paolis              | Västtyskland Wolfgang Zimmerer Walter Steinbauer Pepi Bader Peter Utzschneider        | Schweiz René Stadler Hans Candrian Max Forster Peter Schärer                          |
| 1971 Cervinia               | Schweiz René Stadler Max Forster Erich Schärer Peter Schärer                          | Italien Oscar d'Andrea Alessandro Bignozzi Antonio Brabcaccio Renzo Caldera           | Västtyskland Wolfgang Zimmerer Stefan Gaisreiter Walter Steinbauer Peter Utzschneider |
| 1973 Lake Placid            | Schweiz René Stadler Werner Carmichel Erich Schärer Peter Schärer                     | Österrike Werner Delle Karth Walter Delle Karth Hans Eichinger Fritz Sperling         | Västtyskland Wolfgang Zimmerer Stefan Gaisreiter Walter Steinbauer Peter Utzschneider |
| 1974 St. Moritz             | Västtyskland Wolfgang Zimmerer Peter Utzschneider Manfred Schumann Albert Wurzer      | Schweiz Hans Candrian Guido Casty Yves Marchand Gaudenz Beeli                         | Österrike Werner Delle Karth Walter Delle Karth Hans Eichinger Fritz Sperling         |
| 1975 Cervinia               | Schweiz Erich Schärer Peter Schärer Werner Carmichel Josef Benz                       | Västtyskland Wolfgang Zimmerer Peter Utzschneider Albert Wurzer Fritz Ohlwärter       | Österrike Manfred Stengl Gert Krenn Franz Jacob Armin Vilas                           |
| 1977 St. Moritz             | Östtyskland Meinhard Nehmer Bernhard Germeshausen Hans-Jürgen Gerhardt Raimund Bethge | Schweiz Erich Schärer Ulrich Bächli Rudolf Marti Josef Benz                           | Västtyskland Jakob Resch Herbert Berg Fritz Ohlwärter Walter Barfuss                  |
| 1978 Lake Placid            | Östtyskland Horst Schönau Horst Bernhard Harald Seifert Bogdan Musiol                 | Schweiz Erich Schärer Ulrich Bächli Rudolf Marti Josef Benz                           | Östtyskland Meinhard Nehmer Bernhard Germeshausen Hans-Jürgen Gerhardt Raimund Bethge |
| 1979 Königssee              | Västtyskland Stefan Gaisreiter Dieter Gebard Hans Wagner Heinz Busche                 | Östtyskland Meinhard Nehmer Detlef Richter Bernhard Germeshausen Hans-Jürgen Gerhardt | Schweiz Erich Schärer Ulrich Bächli Hansjörg Trachsel Josef Benz                      |
| 1981 Cortina d'Ampezzo      | Östtyskland Bernhard Germeshausen Hans-Jürgen Gerhardt Henry Gerlach Michael Trübner  | Schweiz Hans Hiltebrand Kurt Poletti Franz Weinberger Franz Isenegger                 | Schweiz Erich Schärer Max Rüegg Tony Rüegg Josef Benz                                 |
| 1982 St. Moritz             | Schweiz Silvio Giobellina Heinz Stettler Urs Salzmann Rico Freiermuth                 | Östtyskland Bernhard Lehmann Roland Wetzig Bogdan Musiol Eberhard Weise               | Schweiz Erich Schärer Franz Isenegger Tony Rüegg Max Rüegg                            |
| 1983 Lake Placid            | Schweiz Ekkehard Fasser Hans Märcy Kurt Poletti Rolf Strittmatter                     | Västtyskland Klaus Kopp Gerhard Öchsle Günther Neuberger Hans-Joachim Schumacher      | Östtyskland Detlef Richter Henry Gerlach Thomas Forch Dietmar Jerke                   |
| 1985 Cervinia               | Östtyskland Bernhard Lehmann Matthias Trübner Ingo Voge Steffen Grummt                | Östtyskland Detlef Richter Dietmar Jerke Bodo Ferl Matthias Legler                    | Schweiz Silvio Giobellina Heinz Stettler Urs Salzmann Rico Freiermuth                 |
| 1986 Königssee              | Schweiz Erich Schärer Kurt Meier Erwin Fassbind André Kisser                          | Österrike Peter Kienast Franz Siegl Gerhard Redl Christian Mark                       | Schweiz Ralph Pichler Heinrich Notter Celeste Poltera Roland Beerli                   |
| 1987 St. Moritz             | Schweiz Hans Hiltebrand Urs Fehlmann Erwin Fassbind André Kisser                      | Östtyskland Wolfgang Hoppe Bogdan Musiol Roland Wetzig Dietmar Schauerhammer          | Schweiz Ralph Pichler Heinrich Ott Edgar Dietsche Celeste Poltera                     |
| 1989 Cortina d'Ampezzo      | Schweiz Gustav Weder Curdin Morell Bruno Gerber Lorenz Schindelholz                   | Schweiz Nico Baracchi Christian Reich Donat Acklin René Mangold                       | Östtyskland Wolfgang Hoppe Bodo Ferl Bogdan Musiol Ingo Voge                          |
| 1990 St. Moritz             | Schweiz Gustav Weder Bruno Gerber Lorenz Schindelholz Curdin Morell                   | Östtyskland Harald Czudaj Tino Bonk Alexander Szelig Axel Jang                        | Österrike Ingo Appelt Gerhard Redl Jürgen Mandl Harald Winkler                        |
| 1991 Altenberg              | Tyskland Wolfgang Hoppe Bogdan Musiol Axel Kühn Christoph Langen                      | Schweiz Gustav Weder Bruno Gerber Lorenz Schindelholz Curdin Morell                   | Tyskland Harald Czudaj Tino Bonk Axel Jang Alexander Szelig                           |
| 1993 Igls                   | Schweiz Gustav Weder Donat Acklin Kurt Meier Domenico Semeraro                        | Österrike Hubert Schösser Harald Winkler Gerhard Redl Gerhard Haidacher               | USA Brian Shimer Bryan Leturgez Karlos Kirby Randy Jones                              |
| 1995 Winterberg             | Tyskland Wolfgang Hoppe René Hannemann Ulf Hielscher Carsten Embach                   | Österrike Hubert Schösser Gerhard Redl Thomas Schroll Martin Schützenauer             | Tyskland Harald Czudaj Thorsten Voss Udo Lehmann Alexander Szelig                     |
| 1996 Calgary                | Tyskland Christoph Langen Markus Zimmermann Sven Rühr Olav Hampel                     | Schweiz Marcel Rohner Markus Wasser Thomas Schreiber Roland Tanner                    | Tyskland Wolfgang Hoppe Thorsten Voss Sven Peter Carsten Embach                       |
| 1997 St. Moritz             | Tyskland Wolfgang Hoppe Sven Rühr René Hannemann Carsten Embach                       | Tyskland Dirk Wiese Christoph Bartsch Thorsten Voss Michael Liekmeier                 | USA Brian Shimer Chip Minton Randy Jones Robert Olesen                                |
| 1999 Cortina d'Ampezzo      | Frankrike Bruno Mingeon Emmanuel Hostache Eric le Chanony Max Robert                  | Schweiz Marcel Rohner Markus Nüssli Beat Hefti Silvio Schaufelberger                  | Kanada Pierre Lueders Ken Leblanc Ben Hindle Matt Hindle                              |
| 2000 Altenberg              | Tyskland André Lange Rene Hoppe Lars Behrendt Carsten Embach                          | Tyskland Christoph Langen Markus Zimmermann Tomas Plazter Sven Rühr                   | Schweiz Christian Reich Bruno Aeberhard Urs Aeberhand Domenic Keller                  |
| 2001 St. Moritz             | Tyskland Christoph Langen Markus Zimmermann Sven Peter Alex Metzger                   | Tyskland André Lange Lars Behrendt Rene Hoppe Carsten Embach                          | Schweiz Christian Reich Steve Anderhub Urs Aeberhand Domenic Keller                   |
| 2003 Lake Placid            | Tyskland André Lange Rene Hoppe Kevin Kuske Carsten Embach                            | USA Todd Hays Bill Schuffenhauer Randy Jones Garrett Hines                            | Ryssland Alexandre Zoubkov Aleskey Seliverstov Sergey Golubev Dmitriy Stepushkin      |
| 2004 Königssee              | Tyskland André Lange Udo Lehmann Kevin Kuske Rene Hoppe                               | Tyskland Christoph Langen Christoph Heyder Enrico Kühn Jens Nohka                     | USA Todd Hays Pavel Jovanovic Bill Schuffenhauer Steve Mesler                         |
| 2005 Calgary                | Tyskland André Lange Rene Hoppe Kevin Kuske Martin Putze                              | Ryssland Alexandre Zoubkov Sergey Golubev Aleskey Seliverstov Dmitriy Stepushkin      | Kanada Pierre Lueders Ken Kotyk Morgan Alexander Lascelles Brown                      |
| 2007 St. Moritz             | Schweiz Ivo Rüegg Thomas Lamparter Beat Hefti Cédric Grand                            | Kanada Pierre Lueders Ken Kotyk David Bissett Lascelles Brown                         | Tyskland André Lange Rene Hoppe Kevin Kuske Martin Putze                              |
| 2008 Altenberg              | Tyskland André Lange Rene Hoppe Kevin Kuske Martin Putze                              | Ryssland Alexandre Zoubkov Roman Oreshnikov Dmitry Trunenkov Dmitriy Stepushkin       | Tyskland Matthias Höpfner Ronny Listner Thomas Pöge Alex Mann                         |
| 2009 Lake Placid            | USA Steven Holcomb Justin Olsen Steve Mesler Curtis Tomasevicz                        | Tyskland André Lange Alexander Rödiger Kevin Kuske Martin Putze                       | Lettland Jānis Miņins Daumants Dreiškens Oskars Melbārdis Intars Dambis               |
| Königssee 2011              | Tyskland Manuel Machata Richard Adjei Andreas Bredau Christian Poser                  | Tyskland Karl Angerer Christian Friedrich Alex Mann Gregor Bermbach                   | USA Steven Holcomb Justin Olsen Steven Langton Curtis Tomasevicz                      |
| Lake Placid 2012            | USA Steven Holcomb Justin Olsen Steven Langton Curtis Tomasevicz                      | Tyskland Maximilian Arndt Alexander Rödiger Kevin Kuske Martin Putze                  | Tyskland Manuel Machata Marko Huebenbecker Andreas Bredau Christian Poser             |
| St. Moritz 2013             | Tyskland Maximilian Arndt Marko Huebenbecker Alexander Rödiger Martin Putze           | Ryssland Aleksandr Zubkov Aleksej Negodajlo Dmitrij Trunenkov Maksim Mokrousov        | USA Steven Holcomb Justin Olsen Steven Langton Curtis Tomasevicz                      |
| Winterberg 2015             | Tyskland Maximilian Arndt Alexander Rödiger Kevin Korona Ben Heber                    | Tyskland Nico Walther Andreas Bredau Marko Hübenbecker Christian Poser                | Lettland Oskars Melbārdis Daumants Dreiškens Arvis Vilkaste Jānis Strenga             |
| Igls 2016                   | Lettland Oskars Melbārdis Daumants Dreiškens Arvis Vilkaste Jānis Strenga             | Tyskland Francesco Friedrich Candy Bauer Gregor Bermbach Thorsten Margis              | Schweiz Rico Peter Bror van der Zijde Thomas Amrhein Simon Friedli                    |
| Königssee 2017              | Tyskland Francesco Friedrich Candy Bauer Martin Grothkopp Thorsten Margis             | Ingen tilldelad                                                                       | Tyskland Nico Walther Kevin Kuske Kevin Korona Eric Franke                            |
| Königssee 2017              | Tyskland Johannes Lochner Matthias Kagerhuber Joshua Bluhm Christian Rasp             | Ingen tilldelad                                                                       | Tyskland Nico Walther Kevin Kuske Kevin Korona Eric Franke                            |
| Whistler 2019               | Tyskland Francesco Friedrich Candy Bauer Martin Grothkopp Thorsten Margis             | Lettland Oskars Ķibermanis Matīss Miknis Arvis Vilkaste Jānis Strenga                 | Kanada Justin Kripps Ryan Sommer Cameron Stones Benjamin Coakwell                     |
| Altenberg 2020              | Tyskland Francesco Friedrich Candy Bauer Martin Grothkopp Alexander Schüller          | Tyskland Johannes Lochner Florian Bauer Christopher Weber Christian Rasp              | Tyskland Nico Walther Paul Krenz Joshua Bluhm Eric Franke                             |
| Altenberg 2021              | Tyskland Francesco Friedrich Thorsten Margis Candy Bauer Alexander Schüller           | Österrike Benjamin Maier Dănuț Moldovan Markus Sammer Kristian Huber                  | Tyskland Johannes Lochner Florian Bauer Christopher Weber Christian Rasp              |
| St. Moritz 2023             | Tyskland Francesco Friedrich Thorsten Margis Candy Bauer Alexander Schüller           | Storbritannien Brad Hall Arran Gulliver Creg Cackett Taylor Lawrence                  | Ingen medaljör                                                                        |
| St. Moritz 2023             | Tyskland Francesco Friedrich Thorsten Margis Candy Bauer Alexander Schüller           | Lettland Emīls Cipulis Dāvis Spriņģis Matīss Miknis Edgars Nemme                      | Ingen medaljör                                                                        |
| Winterberg 2024             | Tyskland Francesco Friedrich Thorsten Margis Alexander Schüller Felix Straub          | Tyskland Johannes Lochner Florian Bauer Erec Bruckert Georg Fleischhauer              | Tyskland Adam Ammour Issam Ammour Benedikt Hertel Rupert Schenk                       |

#### Tvåmanna, herrar
| Spel                        | Guld                                                   | Silver                                                          | Brons                                            |
| 1931 Oberhof                | Tyskland Hanns Killian Sebastian Huber                 | Tyskland Bibo Fischer Gemmer                                    | Österrike Heinz Volkmer Anton Kaltenberger       |
| 1933 Schreiberhau           | Rumänien Alexandru Papana Dumitru Hubert               | Tjeckoslovakien Brüme Heinzel                                   | Tyskland Fritz Grau Albert Brehme                |
| 1934 Engelberg              | Rumänien Alexandru Frim Vasile Dumitrescu              | Tyskland Hermann von Mumm Fritz Schwarz                         | Rumänien Alexandru Papana Dumitru Hubert         |
| 1935 Igls                   | Schweiz Reto Capadrutt Emil Diener                     | Tjeckoslovakien Josef Lanzendörfer Karel Ruzicka                | Italien Marchese Storza Birvio Carlo Soldini     |
| 1937 Cortina d'Ampezzo      | Storbritannien Frederick McEvoy Byran Black            | Italien Umberto Gilarduzzi Antonio Gilarduzzi                   | Schweiz Reto Capadrutt Hans Aichele              |
| 1938 St. Moritz             | Tyskland Bibo Fischer Rolf Thielecke                   | Storbritannien Frederick McEvoy Charles Green                   | Schweiz Fritz Feierabend Josef Beerli            |
| 1939 St. Moritz             | Belgien René Lunden Jeans Coops                        | Tyskland Bibo Fischer Rolf Thielecke                            | Tyskland Hanns Killian Schletter                 |
| 1947 St. Moritz             | Schweiz Fritz Feierabend Stephan Waser                 | Schweiz Felix Endrich Fritz Waller                              | Belgien Max Houben Jacques Mouvet                |
| 1949 Lake Placid            | Schweiz Felix Endrich Fritz Waller                     | Schweiz Fritz Feierabend Heinrich Angst                         | USA Frederick Fortune John McDonald              |
| 1950 Cortina d'Ampezzo      | Schweiz Fritz Feierabend Stephan Waser                 | USA Stanley Benham Patrick Martin                               | USA Frederick Fortune William d'Amico            |
| 1951 Alpe d'Huez            | Västtyskland Anderl Ostler Lorenz Niebert              | USA Stanley Benham Patrick Martin                               | Schweiz Felix Endrich Werner Spring              |
| 1953 Garmisch-Partenkirchen | Schweiz Felix Endrich Fritz Stöckli                    | Västtyskland Anderl Ostler Franz Kemser                         | Västtyskland Theo Kitt Lorenz Niebert            |
| 1954 Cortina d'Ampezzo      | Italien Guglielmo Scheibmeier Andrea Zambelli          | Italien Italo Petrelli Luigi Figoli                             | USA Stanley Benham James Bickford                |
| 1955 St. Moritz             | Schweiz Fritz Feierabend Harry Warburton               | Österrike Paul Aste Pepi Isser                                  | Schweiz Franz Kapus Heinrich Angst               |
| 1957 St. Moritz             | Italien Eugenio Monti Renzo Alvera                     | USA Arthur Tyler Thomas Butler                                  | Spanien Marques Alfonso de Portago Luis Nunoz    |
| 1958 Garmisch-Partenkirchen | Italien Eugenio Monti Renzo Alvera                     | Italien Sergio Zardini Sergio Siorpaes                          | Österrike Paul Aste Pepi Isser                   |
| 1959 St. Moritz             | Italien Eugenio Monti Renzo Alvera                     | Italien Sergio Zardini Sergio Siorpaes                          | USA Arthur Tyler Thomas Butler                   |
| 1960 Cortina d'Ampezzo      | Italien Eugenio Monti Renzo Alvera                     | Västtyskland Franz Schelle Otto Göbl                            | Italien Sergio Zardini Luciano Alberti           |
| 1961 Lake Placid            | Italien Eugenio Monti Sergio Siorpaes                  | USA Gary Sheffield Jerry Tennant                                | Italien Sergio Zardini Romano Bonagura           |
| 1962 Garmisch-Partenkirchen | Italien Rinaldo Ruatti Enrico de Lorenzo               | Italien Sergio Zardini Romano Bonagura                          | Västtyskland Hans Maurer Adolf Wörmann           |
| 1963 Igls                   | Italien Eugenio Monti Sergio Siorpaes                  | Italien Sergio Zardini Romano Bonagura                          | Storbritannien Anthony Nash Robin Dixon          |
| 1965 St. Moritz             | Storbritannien Anthony Nash Robin Dixon                | Italien Rinaldo Ruatti Enrico de Lorenzo                        | Kanada Vic Emery Michael Young                   |
| 1966 Cortina d'Ampezzo      | Italien Eugenio Monti Sergio Siorpaes                  | Italien Gianfranco Gaspari Leonardo Cavallini                   | Storbritannien Anthony Nash Robin Dixon          |
| 1967 Alpe d'Huez            | Österrike Erwin Thaler Reinhold Dumthaler              | Italien Nevio De Zordo Edoardo de Martin                        | USA Howard Clifton James Crall                   |
| 1969 Lake Placid            | Italien Nevio De Zordo Adriano Frassinelli             | Rumänien Ion Panturu Dumitru Focseneanu                         | Italien Gianfranco Gaspari Mario Armano          |
| 1970 St. Moritz             | Västtyskland Horst Floth Pepi Bader                    | Västtyskland Wolfgang Zimmerer Peter Utzschneider               | Schweiz Gion Caviezel Hans Candrian              |
| 1971 Cervinia               | Italien Gianfranco Gaspari Mario Armano                | Italien Enzo Vicario Corrado Dal Fabbro                         | Österrike Herbert Gruber Josef Oberhauser        |
| 1973 Lake Placid            | Västtyskland Wolfgang Zimmerer Peter Utzschneider      | Schweiz Hans Candrian Heinz Schenker                            | Rumänien Ion Panturu Dumitru Focseneanu          |
| 1974 St. Moritz             | Västtyskland Wolfgang Zimmerer Peter Utzschneider      | Västtyskland Georg Heibl Fritz Ohlwärter                        | Schweiz Fritz Lüdi Karl Häseli                   |
| 1975 Cervinia               | Italien Giorgio Alvera Franco Perruquet                | Västtyskland Georg Heibl Fritz Ohlwärter                        | Schweiz Fritz Lüdi Karl Häseli                   |
| 1977 St. Moritz             | Schweiz Hans Hiltebrand Heinz Meier                    | Schweiz Fritz Lüdi Hansjörg Trachsel                            | Västtyskland Stefan Gaisreiter Manfred Schumann  |
| 1978 Lake Placid            | Schweiz Erich Schärer Josef Benz                       | Östtyskland Meinhard Nehmer Raimund Bethge                      | Västtyskland Jakob Resch Walter Barfuss          |
| 1979 Königssee              | Schweiz Erich Schärer Josef Benz                       | Västtyskland Stefan Gaisreiter Manfred Schumann Fritz Ohlwärter | Västtyskland Toni Mangold Stefan Späte           |
| 1981 Cortina d'Ampezzo      | Östtyskland Bernhard Germeshausen Hans-Jürgen Gerhardt | Östtyskland Horst Schönau Andreas Kirchner                      | Schweiz Erich Schärer Josef Benz                 |
| 1982 St. Moritz             | Schweiz Erich Schärer Max Rüegg                        | Schweiz Hans Hiltebrand Ulrich Bächli                           | Östtyskland Horst Schönau Andreas Kirchner       |
| 1983 Lake Placid            | Schweiz Ralph Pichler Urs Leuthold                     | Schweiz Erich Schärer Max Rüegg                                 | Östtyskland Wolfgang Hoppe Dietmar Schauerhammer |
| 1985 Cervinia               | Östtyskland Wolfgang Hoppe Dietmar Schauerhammer       | Östtyskland Detlef Richter Steffen Grummt                       | Sovjetunionen Sintis Ekmanis Nikolay Zhirov      |
| 1986 Königssee              | Östtyskland Wolfgang Hoppe Dietmar Schauerhammer       | Schweiz Ralph Pichler Celeste Poltera                           | Östtyskland Detlef Richter Steffen Grummt        |
| 1987 St. Moritz             | Schweiz Ralph Pichler Celeste Poltera                  | Schweiz Hans Hiltebrand André Kisser                            | Östtyskland Wolfgang Hoppe Dietmar Schauerhammer |
| 1989 Cortina d'Ampezzo      | Östtyskland Wolfgang Hoppe Bogdan Musiol               | Schweiz Gustav Weder Bruno Gerber                               | Sovjetunionen Janis Kipurs Aldis Intlers         |
| 1990 St. Moritz             | Schweiz Gustav Weder Bruno Gerber                      | Östtyskland Harald Czudaj Axel Jang                             | Östtyskland Wolfgang Hoppe Bogdan Musiol         |
| 1991 Altenberg              | Tyskland Rudi Lochner Markus Zimmermann                | Schweiz Gustav Weder Curdin Morell                              | Tyskland Wolfgang Hoppe René Hannemann           |
| 1993 Igls                   | Tyskland Christoph Langen Peer Jöchel                  | Schweiz Gustav Weder Donat Acklin                               | Tyskland Wolfgang Hoppe René Hannemann           |
| 1995 Winterberg             | Tyskland Christoph Langen Olav Hampel                  | Kanada Pierre Lueders Jack Pyc                                  | Frankrike Eric Alard Eric la Chanony             |
| 1996 Calgary                | Tyskland Christoph Langen Markus Zimmermann            | Kanada Pierre Lueders Dave MacEachern                           | Schweiz Reto Götschi Guido Acklin                |
| 1997 St. Moritz             | Schweiz Reto Götschi Guido Acklin                      | Italien Günther Huber Antonio Tartaglia                         | USA Brian Shimer Robert Olesen                   |
| 1999 Cortina d'Ampezzo      | Italien Günther Huber Enrico Costa Ubaldo Ranzi        | Tyskland Christoph Langen Markus Zimmermann                     | Frankrike Bruno Mingeon Emmanuel Hostache        |
| 2000 Altenberg              | Tyskland Christoph Langen Markus Zimmermann            | Tyskland André Lange Rene Hoppe                                 | Schweiz Christian Reich Urs Aeberhand            |
| 2001 St. Moritz             | Tyskland Christoph Langen Marco Jacobs                 | Schweiz Reto Götschi Cedric Grand                               | Schweiz Martin Annen Beat Hefti                  |
| 2003 Lake Placid            | Tyskland André Lange Kevin Kuske                       | Kanada Pierre Lueders Giulio Zardo                              | Tyskland René Spies Franz Sagmeister             |
| 2004 Königssee              | Kanada Pierre Lueders Giulio Zardo                     | Tyskland Christoph Langen Markus Zimmermann                     | Tyskland André Lange Kevin Kuske                 |
| 2005 Calgary                | Kanada Pierre Lueders Lascelles Brown                  | Tyskland André Lange Kevin Kuske                                | Schweiz Martin Annen Beat Hefti                  |
| 2007 St. Moritz             | Tyskland André Lange Kevin Kuske                       | Schweiz Ivo Rüegg Aleksandr Streltsov Tommy Herzog              | Italien Simone Bertazzo Samuele Romanini         |
| 2008 Altenberg              | Tyskland André Lange Kevin Kuske                       | Tyskland Thomas Florschütz Mirko Paetzold                       | Ryssland Aleksandr Zubkov Aleksej Vojvoda        |
| 2009 Lake Placid            | Schweiz Ivo Rüegg Cédric Grand                         | Tyskland Thomas Florschütz Marc Kühne                           | USA Steven Holcomb Curtis Tomasevicz             |
| Königssee 2011              | Ryssland Aleksandr Zubkov Aleksej Vojevoda             | Tyskland Thomas Florschütz Kevin Kuske                          | Ingen tilldelad                                  |
| Königssee 2011              | Ryssland Aleksandr Zubkov Aleksej Vojevoda             | Tyskland Manuel Machata Andreas Bredau                          | Ingen tilldelad                                  |
| Lake Placid 2012            | USA Steven Holcomb Steven Langton                      | Kanada Lyndon Rush Jesse Lumsden                                | Tyskland Maximilian Arndt Kevin Kuske            |
| St. Moritz 2013             | Tyskland Francesco Friedrich Jannis Bäcker             | Schweiz Beat Hefti Thomas Lamparter                             | Tyskland Thomas Florschütz Andreas Bredau        |
| Winterberg 2015             | Tyskland Francesco Friedrich Thorsten Margis           | Tyskland Johannes Lochner Joshua Bluhm                          | Ingen tilldelad                                  |
| Winterberg 2015             | Tyskland Francesco Friedrich Thorsten Margis           | Lettland Oskars Melbārdis Daumants Dreiškens                    | Ingen tilldelad                                  |
| Igls 2016                   | Tyskland Francesco Friedrich Thorsten Margis           | Tyskland Johannes Lochner Joshua Bluhm                          | Schweiz Beat Hefti Alex Baumann                  |
| Königssee 2017              | Tyskland Francesco Friedrich Thorsten Margis           | Kanada Justin Kripps Jesse Lumsden                              | Tyskland Johannes Lochner Joshua Bluhm           |
| Whistler 2019               | Tyskland Francesco Friedrich Thorsten Margis           | Kanada Justin Kripps Cameron Stones                             | Tyskland Nico Walther Paul Krenz                 |
| Altenberg 2020              | Tyskland Francesco Friedrich Thorsten Margis           | Tyskland Johannes Lochner Christopher Weber                     | Lettland Oskars Ķibermanis Matīss Miknis         |
| Altenberg 2021              | Tyskland Francesco Friedrich Alexander Schüller        | Tyskland Johannes Lochner Eric Franke                           | Tyskland Hans-Peter Hannighofer Christian Röder  |
| St. Moritz 2023             | Tyskland Johannes Lochner Georg Fleischhauer           | Tyskland Francesco Friedrich Alexander Schüller                 | Schweiz Michael Vogt Sandro Michel               |
| Winterberg 2024             | Tyskland Francesco Friedrich Alexander Schüller        | Tyskland Adam Ammour Issam Ammour                               | Tyskland Johannes Lochner Georg Fleischhauer     |

#### Tvåmanna, damer
| Spel             | Guld                                                | Silver                                              | Brons                                         |
| 2000 Winterberg  | Tyskland Gabriele Kohlisch Kathleen Hering          | USA Jean Racine Jennifer Davidson                   | Schweiz Françoise Burdet Katharina Sutter     |
| 2001 Calgary     | Schweiz Françoise Burdet Katharina Sutter           | USA Jean Racine Jennifer Davidson                   | Tyskland Susi Erdmann Tanja Hess              |
| 2003 Winterberg  | Tyskland Susi Erdmann Annegret Dietrich             | Tyskland Sandra Prokoff Ulrike Holzner              | Tyskland Cathleen Martini Yvonne Cernota      |
| 2004 Königssee   | Tyskland Susi Erdmann Kristina Bader                | Tyskland Sandra Prokoff Anja Schneiderheinze        | USA Jean Racine Vonetta Flowers               |
| 2005 Calgary     | Tyskland Sandra Kiriasis Anja Schneiderheinze       | Storbritannien Nicole Minichiello Jackie Davies     | USA Shauna Rohbock Valerie Fleming            |
| 2007 St. Moritz  | Tyskland Sandra Kiriasis Romy Logsch                | Tyskland Cathleen Martini Janine Tischer            | USA Shauna Rohbock Valerie Fleming            |
| 2008 Altenberg   | Tyskland Sandra Kiriasis Romy Logsch                | Tyskland Cathleen Martini Janine Tischer            | Tyskland Claudia Schramm Nicole Herschmann    |
| 2009 Lake Placid | Storbritannien Nicole Minichiello Gillian Cooke     | USA Shauna Rohbock Elana Meyers                     | Tyskland Cathleen Martini Janine Tischer      |
| Königssee 2011   | Tyskland Cathleen Martini Romy Logsch               | USA Shauna Rohbock Valerie Fleming                  | Kanada Kaillie Humphries Heather Moyse        |
| Lake Placid 2012 | Kanada Kaillie Humphries Jennifer Ciochetti         | Tyskland Sandra Kiriasis Petra Lammert              | USA Elana Meyers Katie Eberling               |
| St. Moritz 2013  | Kanada Kaillie Humphries Chelsea Valois             | USA Elana Meyers Katie Eberling                     | Tyskland Sandra Kiriasis Franziska Bertels    |
| Winterberg 2015  | USA Elana Meyers Taylor Cherrelle Garrett           | Tyskland Anja Schneiderheinze-Stöckel Annika Drazek | Tyskland Cathleen Martini Stephanie Schneider |
| Igls 2016        | Tyskland Anja Schneiderheinze-Stöckel Annika Drazek | Kanada Kaillie Humphries Melissa Lotholz            | USA Elana Meyers Taylor Lauren Gibbs          |
| Königssee 2017   | USA Elana Meyers Taylor Kehri Jones                 | Kanada Kaillie Humphries Melissa Lotholz            | USA Jamie Greubel Poser Aja Evans             |
| Whistler 2019    | Tyskland Mariama Jamanka Annika Drazek              | Tyskland Stephanie Schneider Ann-Christin Strack    | Kanada Christine de Bruin Kristen Bujnowski   |
| Altenberg 2020   | USA Kaillie Humphries Lauren Gibbs                  | Tyskland Kim Kalicki Kira Lipperheide               | Kanada Christine de Bruin Kristen Bujnowski   |
| Altenberg 2021   | USA Kaillie Humphries Lolo Jones                    | Tyskland Kim Kalicki Ann-Christin Strack            | Tyskland Laura Nolte Deborah Levi             |
| St. Moritz 2023  | Tyskland Kim Kalicki Leonie Fiebig                  | Tyskland Lisa Buckwitz Kira Lipperheide             | USA Kaillie Humphries Kaysha Love             |
| Winterberg 2024  | Tyskland Lisa Buckwitz Vanessa Mark                 | Tyskland Laura Nolte Deborah Levi                   | Tyskland Kim Kalicki Leonie Fiebig            |

#### Monobob, damer
| Spel            | Guld                    | Silver                    | Brons               |
| Altenberg 2021  | Kaillie Humphries (USA) | Stephanie Schneider (GER) | Laura Nolte (GER)   |
| St. Moritz 2023 | Laura Nolte (GER)       | Kaillie Humphries (USA)   | Lisa Buckwitz (GER) |
| Winterberg 2024 | Laura Nolte (GER)       | Elana Meyers Taylor (USA) | Lisa Buckwitz (GER) |

### Skeleton

#### Herrar
| Spel             | Guld                       | Silver                    | Brons                                   |
| 1982 St. Moritz  | Gert Elsässer (AUT)        | Nico Baracchi (SUI)       | Alain Wicki (SUI)                       |
| 1989 St. Moritz  | Alain Wicki (SUI)          | Christian Auer (AUT)      | Franz Plangger (AUT)                    |
| 1990 Königssee   | Michael Grünberger (AUT)   | Andi Schmid (AUT)         | Gregor Stähli (SUI)                     |
| 1991 Igls        | Christian Auer (AUT)       | Andi Schmid (AUT)         | Michael Grünberger (AUT)                |
| 1992 Calgary     | Bruce Sandford (NZL)       | Gregor Stähli (SUI)       | Christian Auer (AUT)                    |
| 1993 La Plagne   | Andi Schmid (AUT)          | Franz Plangger (AUT)      | Gregor Stähli (SUI)                     |
| 1994 Altenberg   | Gregor Stähli (SUI)        | Andi Schmid (AUT)         | Franz Plangger (AUT)                    |
| 1995 Lillehammer | Jürg Wenger (SUI)          | Christian Auer (AUT)      | Ryan Davenport (CAN)                    |
| 1996 Calgary     | Ryan Davenport (CAN)       | Franz Plangger (AUT)      | Christian Auer (AUT)                    |
| 1997 Lake Placid | Ryan Davenport (CAN)       | Jim Shea (USA)            | Chris Soule (USA)                       |
| 1998 St. Moritz  | Willi Schneider (GER)      | Alain Wicki (SUI)         | Felix Poletti (SUI)                     |
| 1999 Altenberg   | Jim Shea (USA)             | Andy Böhme (GER)          | Willi Schneider (GER)                   |
| 2000 Igls        | Andy Böhme (GER)           | Gregor Stähli (SUI)       | Jim Shea (USA) · Alexander Müller (AUT) |
| 2001 Calgary     | Martin Rettl (AUT)         | Jeff Pain (CAN)           | Lincoln DeWitt (USA)                    |
| 2003 Nagano      | Jeff Pain (CAN)            | Chris Soule (USA)         | Brady Canfield (USA)                    |
| 2004 Königssee   | Duff Gibson (CAN)          | Florian Grassl (GER)      | Frank Kleber (GER)                      |
| 2005 Calgary     | Jeff Pain (CAN)            | Gregor Stähli (SUI)       | Duff Gibson (CAN)                       |
| 2007 St. Moritz  | Gregor Stähli (SUI)        | Eric Bernotas (USA)       | Zach Lund (USA)                         |
| 2008 Altenberg   | Kristan Bromley (GBR)      | Jon Montgomery (CAN)      | Frank Rommel (GER)                      |
| 2009 Lake Placid | Gregor Stähli (SUI)        | Adam Pengilly (GBR)       | Alexander Tretiakov (RUS)               |
| Königssee 2011   | Martins Dukurs (LAT)       | Aleksandr Tretiakov (RUS) | Frank Rommel (GER)                      |
| Lake Placid 2012 | Martins Dukurs (LAT)       | Frank Rommel (GER)        | Ben Sandford (NZL)                      |
| St. Moritz 2013  | Aleksandr Tretiakov (RUS)  | Martins Dukurs (LAT)      | Sergey Chudinov (RUS)                   |
| Winterberg 2015  | Martins Dukurs (LAT)       | Aleksandr Tretiakov (RUS) | Tomass Dukurs (LAT)                     |
| Igls 2016        | Martins Dukurs (LAT)       | Aleksandr Tretiakov (RUS) | Ingel tilldelad                         |
| Igls 2016        | Martins Dukurs (LAT)       | Yun Sung-bin (KOR)        | Ingel tilldelad                         |
| Königssee 2017   | Martins Dukurs (LAT)       | Axel Jungk (GER)          | Nikita Tregubov (RUS)                   |
| Whistler 2019    | Martins Dukurs (LAT)       | Nikita Tregubov (RUS)     | Yun Sung-bin (KOR)                      |
| Altenberg 2020   | Christopher Grotheer (GER) | Axel Jungk (GER)          | Alexander Gassner (GER)                 |
| Altenberg 2021   | Christopher Grotheer (GER) | Aleksandr Tretiakov (BFR) | Alexander Gassner (GER)                 |
| St. Moritz 2023  | Matt Weston (GBR)          | Amedeo Bagnis (ITA)       | Jung Seung-gi (KOR)                     |
| Winterberg 2024  | Christopher Grotheer (GER) | Matt Weston (GBR)         | Yin Zheng (CHN)                         |
| Lake Placid 2025 | Matt Weston (GBR)          | Marcus Wyatt (GBR)        | Axel Jungk (GER)                        |

#### Damer
| Spel             | Guld                     | Silver                      | Brons                       |
| 2000 Igls        | Steffi Hanzlik (GER)     | Melissa Hollingsworth (CAN) | Tricia Stumpf (USA)         |
| 2001 Calgary     | Maya Pedersen (SUI)      | Alex Coomber (GBR)          | Tricia Stumpf (USA)         |
| 2003 Nagano      | Michelle Kelly (CAN)     | Yekaterina Mironova (RUS)   | Tristan Gale (USA)          |
| 2004 Königssee   | Diane Sartor (GER)       | Lindsay Alcock (CAN)        | Kerstin Jürgens (GER)       |
| 2005 Calgary     | Maya Pedersen (SUI)      | Noelle Pikus-Pace (USA)     | Michelle Kelly (CAN)        |
| 2007 St. Moritz  | Noelle Pikus-Pace (USA)  | Maya Pedersen (SUI)         | Katie Uhlaender (USA)       |
| 2008 Altenberg   | Anja Huber (GER)         | Katie Uhlaender (USA)       | Kerstin Jürgens (GER)       |
| 2009 Lake Placid | Marion Trott (GER)       | Amy Williams (GBR)          | Kerstin Szymkowiak (GER)    |
| Königssee 2011   | Marion Thees (GER)       | Anja Huber (GER)            | Mellisa Hollingsworth (CAN) |
| Lake Placid 2012 | Katie Uhlaender (USA)    | Mellisa Hollingsworth (CAN) | Lizzy Yarnold (GBR)         |
| St. Moritz 2013  | Shelley Rudman (GBR)     | Noelle Pikus-Pace (USA)     | Sarah Reid (CAN)            |
| Winterberg 2015  | Lizzy Yarnold (GBR)      | Jacqueline Lölling (GER)    | Elisabeth Vathje (CAN)      |
| Igls 2016        | Tina Hermann (GER)       | Janine Flock (AUT)          | Jelena Nikitina (RUS)       |
| Königssee 2017   | Jacqueline Lölling (GER) | Tina Hermann (GER)          | Lizzy Yarnold (GBR)         |
| Whistler 2019    | Tina Hermann (GER)       | Jacqueline Lölling (GER)    | Sophia Griebel (GER)        |
| Altenberg 2020   | Tina Hermann (GER)       | Marina Gilardoni (SUI)      | Janine Flock (AUT)          |
| Altenberg 2021   | Tina Hermann (GER)       | Jacqueline Lölling (GER)    | Jelena Nikitina (BFR)       |
| St. Moritz 2023  | Susanne Kreher (GER)     | Kimberley Bos (NED)         | Mirela Rahneva (CAN)        |
| Winterberg 2024  | Hallie Clarke (CAN)      | Kim Meylemans (BEL)         | Hannah Neise (GER)          |
| Lake Placid 2025 | Kimberley Bos (NED)      | Mystique Ro (USA)           | Anna Fernstädt (CZE)        |

#### Mixedlag
| Spel             | Guld                                          | Silver                                        | Brons                                                     |
| Altenberg 2020   | Tyskland Jacqueline Lölling Alexander Gassner | Kanada Jane Channell Dave Greszczyszyn        | Italien Valentina Margaglio Mattia Gaspari                |
| Altenberg 2021   | Tyskland Tina Hermann Christopher Grotheer    | Tyskland Jacqueline Lölling Alexander Gassner | Ryska bobfedarationen Jelena Nikitina Aleksandr Tretjakov |
| St. Moritz 2023  | Tyskland Susanne Kreher Christopher Grotheer  | Storbritannien Laura Deas Matt Weston         | Storbritannien Brogan Crowley Craig Thompson              |
| Winterberg 2024  | Tyskland Hannah Neise Christopher Grotheer    | Storbritannien Tabitha Stoecker Matt Weston   | Tyskland Jacqueline Pfeifer Axel Jungk                    |
| Lake Placid 2025 | USA Mystique Ro Austin Florian                | Storbritannien Tabitha Stoecker Matt Weston   | Kina Zhao Dan Lin Qinwei                                  |

### Mixedlag (bob och skeleton)
| Spel             | Guld | Silver | Brons |
| 2007 St. Moritz  | Tyskland Frank Kleber Sandra Kiriasis Berit Wiacker Monique Riekewald Karl Angerer Marc Kühne                 | USA Eric Bernotas Erin Pac Emily Azevedo Noelle Pikus-Pace Mike Kohn Curtis Tomasevicz                                     | Schweiz Gregor Stähli Sabrina Hafner Katharina Sutter Maya Pedersen Ivo Rüegg Thomas Lamparter                     |
| 2008 Altenberg   | Tyskland Sebastian Haupt Sandra Kiriasis Berit Wiacker Anja Huber Matthias Höpfner Alex Mann                  | Kanada Jon Montgomery Kaillie Humphries Jenni Hucul Michelle Kelly Lyndon Rush Nathan Cross                                | USA Zach Lund Erin Pac Emily Azevedo Katie Uhlaender Steven Holcomb Curtis Tomasevicz                              |
| 2009 Lake Placid | Tyskland Frank Rommel Sandra Kiriasis Patricia Polifka Marion Trott Thomas Florschütz Andreas Barucha         | Schweiz Gregor Stähli Sabrina Hafner Anne Dietrich Maya Pedersen Ivo Rüegg Cedric Grand                                    | USA Eric Bernotas Shauna Rohbock Valerie Fleming Katie Uhlaender Steven Holcomb Justin Olsen                       |
| Königssee 2011   | Tyskland Michi Halilović Sandra Kiriasis Stephanie Schneider Marion Thees Francesco Friedrich Florian Becke   | Tyskland Frank Rommel Cathleen Martini Kristin Steinert Anja Huber Karl Angerer Alex Mann                                  | Kanada Jon Montgomery Kaillie Humphries Heather Moyse Mellisa Hollingsworth Lyndon Rush Cody Sorensen              |
| Lake Placid 2012 | USA Matthew Antoine Elana Meyers Emily Azevedo Katie Uhlaender Steven Holcomb Justin Olsen                    | Tyskland Frank Rommel Sandra Kiriasis Berit Wiacker Marion Thees Maximilian Arndt Steven Deja                              | Kanada John Fairbairn Kaillie Humphries Emily Baadsvik Mellisa Hollingsworth Justin Kripps Timothy Randall         |
| St. Moritz 2013  | USA John Daly Elana Meyers Lolo Jones Noelle Pikus-Pace Steven Holcomb Curtis Tomasevicz                      | Tyskland Frank Rommel Sandra Kiriasis Sarah Noll Marion Thees Francesco Friedrich Gino Gerhardi                            | Kanada Eric Neilson Kaillie Humphries Chelsea Valois Sarah Reid Lyndon Rush Cody Sorensen                          |
| Winterberg 2015  | Tyskland Axel Jungk Cathleen Martini Lisette Thöne Tina Hermann Francesco Friedrich Martin Grothkopp          | Tyskland Christopher Grotheer Anja Schneiderheinze-Stöckel Franziska Bertels Anja Selbach Johannes Lochner Gregor Bermbach | Ryssland Aleksandr Tretiakov Aleksandra Rodionova Nadezhda Paleeva Maria Orlova Alexander Kasjanov Ilvir Huzin     |
| Igls 2016        | Tyskland Axel Jungk Anja Schneiderheinze-Stöckel Franziska Bertels Tina Hermann Johannes Lochner Tino Paasche | Ryssland Aleksandr Tretiakov Aleksandra Rodionova Yulia Shokshueva Elena Nikitina Alexander Kasjanov Maxim Mokrousov       | Österrike Matthias Guggenberger Christina Hengster Sanne Dekker Janine Flock Benjamin Maier Dănuț Moldovan         |
| Königssee 2017   | Tyskland Axel Jungk Mariama Jamanka Franziska Bertels Jacqueline Lölling Johannes Lochner Christian Rasp      | Tyskland Christopher Grotheer Stephanie Schneider Lisa Buckwitz Tina Hermann Nico Walther Philipp Wobeto                   | Internationellt lag Alexander Gassner Maria Constantin Andreea Grecu Anna Fernstädt Richard Ölsner Marc Rademacher |
| Whistler 2019    | Tyskland Christopher Grotheer Anna Köhler Lisa Sophie Gericke Sophia Griebel Johannes Lochner Marc Rademacher | Kanada Dave Greszczyszyn Christine de Bruin Kristen Bujnowski Mirela Rahneva Nick Poloniato Keefer Joyce                   | USA Greg West Brittany Reinbolt Jessica Davis Savannah Graybill Geoffrey Gadbois Kristopher Horn                   |